# Římskokatolická farnost Želešice
Římskokatolická farnost Želešice je územní společenství římských katolíků s farním kostelem Neposkvrněného početí Panny Marie v děkanství šlapanickém. Farnost tvoří obec Želešice.

## Historie farnosti
V 80. letech 15. století byla v Želešicích postavena gotická kaple (dokončena 1491), jejíž část tvoří současný presbytář. K lodi kaple byla v roce 1676 přistavěna kaple svatého Josefa, v roce 1722 došlo k barokním úpravám celé stavby. Roku 1795 byla kaple svatého Josefa zbořena a její materiál byl použit k prodloužení kostelní lodě.

## Duchovní správci
Až do roku 1785 patřily Želešice do modřické farnosti, v tomto roce zde byla zřízena samostatná duchovní správa. Administrátorem excurrendo byl od 1. srpna 2012 P. Mgr. Vít Severa ze Syrovic. Toho od začátku července 2017 vystřídal jako administrátor excurrendo R. D. Mgr. Mariusz Józef Sierpniak. Od 1. srpna 2023 je administrátorem ex currendo R.D. Vojtěch Libra z Moravan.

## Bohoslužby
| Kostel                                   | Místo    | Bohoslužba (den) | Hodina                                          | Poznámka     |
| ---------------------------------------- | -------- | ---------------- | ----------------------------------------------- | ------------ |
| kostel Neposkvrněného početí Panny Marie | Želešice | neděle čtvrtek   | 10.45 18.00 (letní čas), 17.00 (mimo letní čas) | farní kostel |

## Aktivity ve farnosti
Dnem vzájemných modliteb farností za bohoslovce a bohoslovců za farnosti brněnské diecéze je 23. únor. Adorační den připadá na 29. listopadu.
Na území farnosti se koná Tříkrálová sbírka. V roce 2014 se při ní vybralo 37 949 korun,  v roce 2015 pak 38 616 korun, v roce 2023 dokonce 71 886 korun.

### Žehnání květin

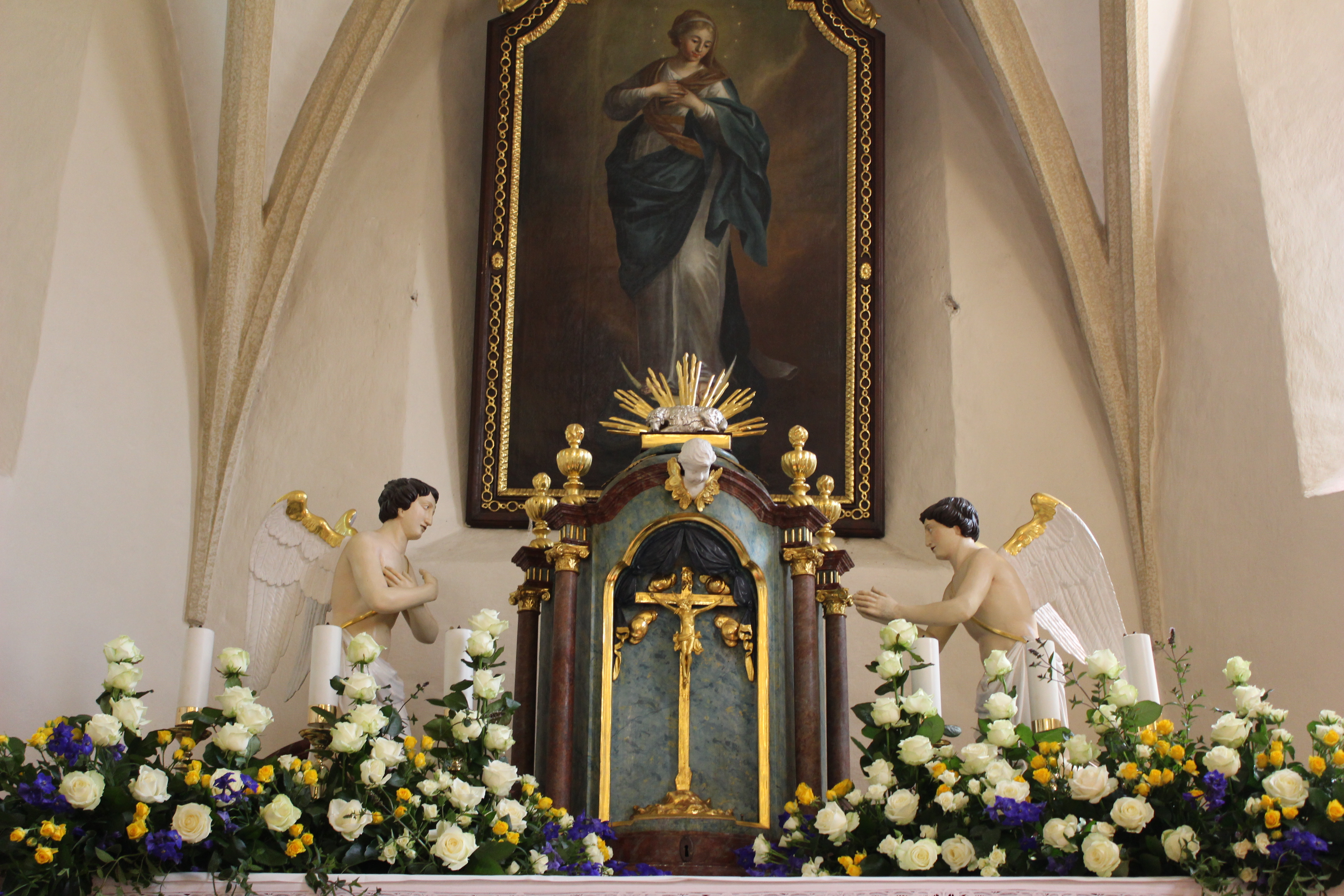
Aranžmá na hlavním oltáři pro žehnání květin

V roce 1991 byla ve farnosti obnovena středověká tradice žehnání růží a dalších květin u příležitosti svátku Nanebevzetí Panny Marie (15. srpna). Při bohoslužbě v neděli nejbližší tomuto svátku jsou v kostele naaranžovány kytice ze stovek růží, květin a dalších darů přírody. Tuto květinovou výzdobu si mohou zájemci prohlédnout celý den a po bohoslužbě odnést požehnanou růži domů.